# Mike Omoighe
Michael Akhaine Osebhajimete „Mike“ Omoighe (* 11. Oktober 1958 in Nigeria; † 24. Januar 2021 in Lagos) war ein nigerianischer Maler, Kurator und Kunstkritiker. Er lebte in Lagos (Nigeria).

## Leben
Michael „Mike“ Omoighe studierte am Yaba College of Technology (1978, ND); am Auchi Polytechnic, Auchi (1980, HND); an der University of Lagos – UNILAG (1987, Certificate in Polytechnic Management (CPM) NBTE)) und an der University of Ibadan (1994, Masters Degree in Visual Arts Communication)  M.C.A.) Er war Schüler des Malers und Grafikers Bruce Onobrakpeya. Seit 1986 lehrte er Malerei und Zeichnen am Yaba College of Technology. Er war dort der Leiter des Department of Fine Art, School of Fine Art, School of Art, Design and Printing. Omoighe war der Vorsitzende des nigerianischen Kunstkritikerverbandes, AICA. Er war verheiratet mit der Malerin Titi Omoighe.
Mike Omoighe starb im Januar 2021 im Alter von 62 Jahren an den Folgen von COVID-19.

## Einzelausstellungen
- 1980, Auchi, Bendel State
- 1982, National Arts Theatre, Iganmu, Lagos
- 1983, Goethe-Institut, Lagos
- 1984, Italian Cultural Centre, Lagos; Scruples
- 1988 Bode Thomas, Surulere, Lagos
- 1988, Italian Cultural Centre, Lagos
- 1990, Alliance Francaise, Kano; Journey Through Savannah, Didi Museum, Lagos, Nigeria
- 1993, Emotion, National Museum, Onikan, Lagos
- 1996, Beijing Series – Chevron Lekki Lagos
- 1996/97, Jacinta’s Place, Probyn Street Ikoyi Lagos (Salon)
- 2000, Survival Romance, National Gallery of Art, Iganmu, Lagos, Nigeria
- 2005, Seasons and Chain of Coincidences, National Museum, Lagos